# Epaulethaai
De epaulethaai (Hemiscyllium ocellatum) is een vis uit de familie van epaulethaaien en bamboehaaien (Hemiscylliidae), orde bakerhaaien (Orectolobiformes). 

## Kenmerken
Deze haai heeft een bruin lichaam met een grote zwarte vlek achter elke borstvin. Over het gehele lichaam zijn kleinere zwarte vlekken verdeeld. Hij heeft dikke, gespierde buik- en borstvinnen. Hij kan een lengte bereiken van 107 cm.

## Leefwijze
Zijn voedsel bestaat uit krabben, garnalen, wormen en vissen. De haai leeft vooral op de grond en gebruikt de buik- en borstvinnen om mee te lopen. Ze kunnen zwemmen, maar dan gaat het om korte afstanden tot zo'n 100 meter. Uit onderzoek is gebleken dat de haaien hun vinnen ook kunnen gebruiken om korte stukken over het land te kruipen.

## Voortplanting
De paaitijd is tussen juli en september. De eieren worden twee aan twee afgezet. De vis is ovipaar.

## Verspreiding en leefgebied
Deze soort komt voor in het oosten van de Indische Oceaan, het westen en het zuidwesten van de Grote Oceaan en leeft op diepten tot 50 meter.

## Relatie tot de mens
De epaulethaai is voor de visserij van weinig belang.